# Ptychoglene flammans
Ptychoglene flammans är en fjärilsart som beskrevs av Dyar 1897. Ptychoglene flammans ingår i släktet Ptychoglene och familjen björnspinnare. Inga underarter finns listade.